# Harold Geneen
Harold „Hal“ Sydney Geneen (* 22. Januar 1910 in Bournemouth, England; † 21. November 1997 in New York) war ein US-amerikanischer Geschäftsmann, der insbesondere für seine Präsidentschaft der ITT Corporation bekannt wurde.

## Leben

### Jugend
Geneen wanderte als Kleinkind mit seinen Eltern aus England in die USA aus. Die meiste Zeit seiner Jugend verbrachte er in Internaten und Sommercamps. Seine erste Anstellung war an der New Yorker Börse als Laufbursche. Gleichzeitig studierte er an der Abendschule der New York University, wo er 1934 den Abschluss im Fach Buchhaltungswesen machte.

### Karriere
Zwischen 1956 und 1959 war er Senior Vice President der Firma Raytheon, wo er die Struktur der Unternehmensführung entwickelte und den verschiedenen Geschäftsbereichen der Firma zwar viele Freiheiten einräumte, wobei gleichzeitig hochgradig auf verantwortungsvolles Finanzmanagement wert gelegt wurde.
Zwischen 1959 und 1972 war er Präsident von ITT. Unter seiner Führung entwickelte sich ITT von einer mittelgroßen Firma mit einem jährlichen Umsatz von 760 Millionen Dollar im Jahr 1961 zu einem multinationalen Großkonzern mit Umsätzen von 17 Milliarden Dollar im Jahr 1970. Insbesondere übersah Geneen während dieser Zeit die Diversifikation von ITTs Geschäften. ITT hatte Interessen im Versicherungswesen, Hotelmanagement, Immobilienverwaltung und anderen Geschäftsfeldern. Unter Geneens Management wurde ITT zum Vorbild für moderne multinationale Großkonzerne. ITTs Wachstum entstand hauptsächlich durch ca. 350 Akquisitionen und Zusammenschlüsse mit anderen Firmen in 80 Ländern. Unter den größeren so akquirierten Firmen waren Hartford Fire Insurance Company (1970) and Sheraton Hotels.
ITT hatte viele Interessen in Übersee, so zum Beispiel Investitionen von 200 Millionen Dollar in Chile. Unter Geneen's Führung wurden von ITT 700 Millionen Dollar an Salvador Allendes Widersacher Jorge Alessandri gezahlt. Nachdem Salvador Allende trotzdem die Präsidentschaftswahlen gewonnen hatte und ein chilenisches Tochterunternehmen der ITT verstaatlicht hatte, gab ITT der CIA 1 Million Dollar, um Salvador Allende zu entmachten. Somit war ITT an der Finanzierung des Chilenischen Umsturzes von 1973 beteiligt.
1972 wurde Geneen gezwungen von seinen Ämtern als CEO und Präsident von ITT zurückzutreten, blieb aber bis 1977 im Aufsichtsrat. Seine Nachfolger verkauften danach nach und nach die von Geneen hinzuerworbenen Geschäftszweige.

## Werke
- Synergy and Other Lies: Downsizing, Bureaucracy, and Corporate Culture Debunked, Geneen, Harold und Bowers, Brent, St. Martin’s Griffin, New York 1999, ISBN 0-312-20080-3
- The Synergy Myth and Other Ailments Of Business Today, Geneen, Harold und Bowers, Brent, St. Martin’s Press, New York 1997. ISBN 0-312-14724-4
- Alta Dirección: Las Normas Básicas Para Triunfar en los Negocios, Geneen, Harold und Bowers, Brent, Ediciones Grijalbo, Barcelona 1986, ISBN 84-253-1871-8
- Manager müssen managen, Geenen, Harold und Moscow, Alvin, Verlag Moderne Industrie, Landsberg 1986, ISBN 3-478-32692-3
- Managing, Geneen, Harold und Moscow, Alvin, Garden City, NY 1984. ISBN 0-385-17496-9